# Vrh
Vrh es una localidad de Croacia situada en el municipio de Krk, en el condado de Primorje-Gorski Kotar. Según el censo de 2021, tiene una población de 947 habitantes.
La economía de la localidad se basa en el turismo, dada su privilegiada ubicación sobre la costa, en la isla de Krk. Dispone de una variada oferta de alojamientos, fundamentalmente villas y apartamentos, desde modestos hasta más lujosos.

## Geografía
Está ubicada a una altitud de 199 metros sobre el nivel del mar, a unos 182 km de la capital nacional, Zagreb.

## Demografía
| Gráfica de población de Vrh 1857-2011                               |
|                                                                     |
| Según los censos de población de la Oficina de Estadísticas Croata. |